# Auguste Louis Maurice Levêque de Vilmorin
Auguste Louis Maurice Lévêque de Vilmorin (Verrières-le-Buisson, 20 de febrero de 1849-París, 27 de noviembre de 1918) fue un botánico, y dendrólogo francés. Creó el Fruticetum des Barres, en Loiret. Pertenecía a la empresa familiar viverista Vilmorin Frères.
Se casó el 26 de julio de 1880 en París con Madeleine Anne Henriette Vingtain.

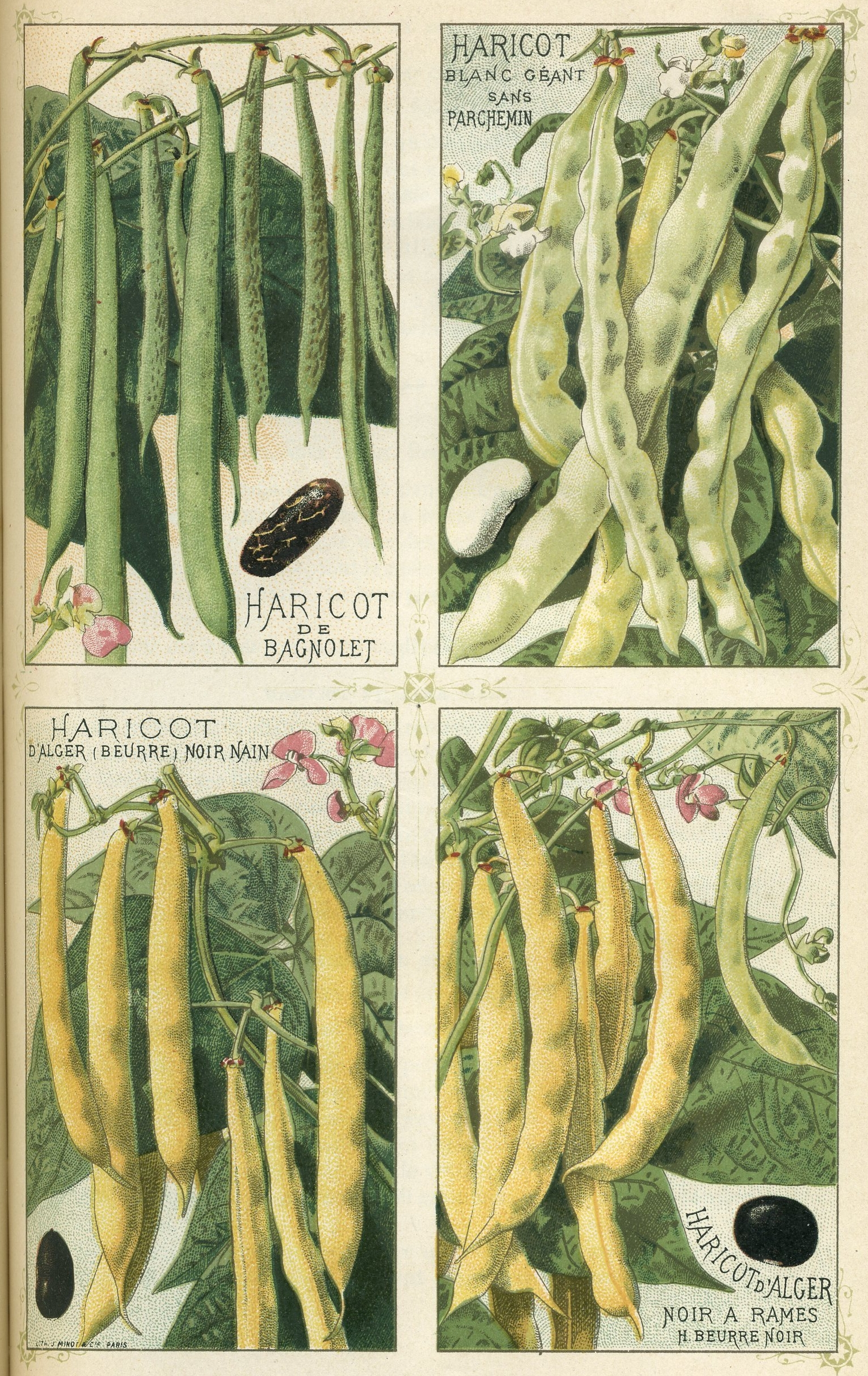
Variedades de legumbre Phaseolus vulgaris publicado en "Les plantes potagères Vilmorin-Andrieux et Cie", 1891. 1. Haricot de Bagnolet; 2. Haricot blanc géant sans parchemin; 3. Haricot d'Alger, (manteca) negra enana; 4. Haricot d'Alger, noir à rames, haricot beurre noir.

## Honores
- miembro de la Academia de las Ciencias
- Presidente de la Société Botanique de France, en el periodo 1911

## Eponimia
Especies
- (Caprifoliaceae) Lonicera vilmorinii Rehder[1]

## Fuente
- Brummitt, R. K.; C. E. Powell. 1992. Authors of Plant Names. Royal Botanic Gardens, Kew. ISBN 1-84246-085-4
- Philippe Jaussaud & Édouard R. Brygoo. 2004. Du Jardin au Muséum en 516 biographies. Museo Nacional de Historia Natural de Paris : 630 p.

- Datos: Q4111351
- Especies: Maurice Lévêque de Vilmorin